# 無伺服器計算
無伺服器運算（英語：Serverless computing），又被稱為功能即服務（Function-as-a-Service，縮寫為 ），是雲端運算的一種模型。以平台即服務（PaaS）為基礎，無伺服器運算提供一個微型的架構，終端客戶不需要部署、配置或管理伺服器服務，程式碼運行所需要的伺服器服務皆由雲端平台來提供。

## 應用例子
- 亞馬遜公司在2014年推出AWS Lambda，是最早提供這個服務的供應商。
- Microsoft Azure Functions